# Auloniella maculisterna
Genre
Espèce
Auloniella maculisterna, unique représentant du genre Auloniella, est une espèce d'araignées aranéomorphes de la famille des Lycosidae.

## Distribution
Cette espèce est endémique de Tanzanie.

## Publication originale
- Roewer, 1960 : Araneae Lycosaeformia II (Lycosidae). Exploration du Parc National de l'Upemba Mission G.F. de Witte, vol. 55, p. 519-1040.